# 黒木美紗子
黒木 美紗子（くろき みさこ、1995年6月13日 - ）は日本の女優、大食いタレント。国籍は日本。

## 人物
大食いタレント“よく食べる舞台女優”
テレビ東京「新春! 大食い女王決定戦2022 ～爆食の新女王誕生SP～」3位
日本テレビ「ザ!世界仰天ニュース」に出演。
初舞台で2.5次元作品「音楽劇ヨルハ」でリリィ役を演じた。
現在は女優、タレントとしてマルチに活躍中。
愛称はみさこめ・みさみさ。以前、劇団ひまわりに所属していた。
特技は大食い、短距離走100m、器械体操12年、剣術(天然理心流)2年。
趣味はバスケットボール、おいしいものを食べる事、犬の散歩。

## 出演

### 舞台

#### 2018年
- スクエアエニックス「音楽劇ヨルハver1.2」（2月9日 - 13日、シアター1010 ） - リリィ 役[5]
- アリスインプロジェクト 「ダンスライン♪TOKYO[6]」風組（5月9日 - 13日、六行会ホール） - 高幡千真枝 役[7]
- アリスインプロジェクト「降臨Hearts[8]」（7月11日 - 16日、新宿村LIVE） - 幸村しおり 役[9]
- アリスインプロジェクト「最果ての星〜アリスインデッドリースクール外伝〜」（8月23日 - 9月2日、池袋・シアターKASSAI） - 須間佳乃 役[10]
- アリスインプロジェクト「クォンタムメモリーズ〜量子変数の観測者〜[11]」光組（10月3日 - 8日、新宿村LIVE） - 小烏丸 役
- ASSH「帝都探偵奇譚ジゴマ[12]」（2018年10月24日 - 29日） - 土井しをり 役
- スクエアエニックス「君死ニタマフ事ナカレ[13]」（11月29日 - 12月9日、CBGK シブゲキ‼ ） - ツツジ 役
- アリスインプロジェクト「ドナー・イレブン[14]」（12月19日 - 30日、池袋・シアターKASSAI） - 森川恵宮 役

#### 2019年
- フライド BALL「Onigashima」（1月31日 - 2月3日、新宿THEATER BRATS） - 鶴羽 役[15]
- トキエンタテインメント「隣のきのこちゃん4」（2月21日 - 3月3日、本所松坂亭劇場）
  - Bチーム - ヒロイン すもも 役
  - Cチーム - グラ子 役
- オッドエンタテインメント「SECW(School entrance ceremony wars)〜入学式戦争はモノガタリの始まり〜」（4月3日 - 7日、池袋・シアターグリーンBIG TREE THEATER） - 梨村霞 役[16]
- TRIBEプロデュース「Steal Game」（8月7日 - 12日、八幡山ワーサルシアター）-  真弓ほのか 役[17]
- エアースタジオ「想い出パレット～乙女の戦、両国場所～」B班（10月17日 - 21日、両国・Air studio） - 主演 私 役[18]
- 「白と黒の忘年会」Aチーム（11月2日 - 16日、新宿シアターモリエール） - 石田真心 役[19]
- エアースタジオ「KIRA～赤穂事件推理帳～」B,Cチーム（11月28日 - 12月2日、両国・Air studio） - 上杉彩夏 役[20]
- トキエンタテインメント「隣のきのこちゃん5」（12月26日 - 31日、シアターKASSAI） - 卑弥呼 役[21]

#### 2020年
- アリスインプロジェクト「ダンスダンスダンスダークダンジョン[22]」（1月30日-2月11日、シアターKASSAI） - 太平隼人 役
- アリスインプロジェクト×剣舞プロジェクト「百花繚乱」（3月11日 - 15日、新宿村LIVE） - ひな 役
- マルガリータ企画『マルガリータピザ2nd CUT』「ホームセンターズピリオド」（9月9日 - 13日、シアターミラクル） - 高倉真綾 役[23]
- 「We are RAISE A SUILEN〜BanG Dream! The Stage〜」（7月15日 - 19日、天王洲・銀河劇場） - パレオのクラスメイト 役

#### 2021年
- 蜂巣和紀×比嘉ニッコプロデュース「腹笑い」（1月29日 - 31日、赤坂CHANCEシアター） - さかなサン 役[24]
- 「ネコにマタタビ♡アキバにオタク」（9月23日-26日　シアターKASSAI） - てん 役[25]
- オフィスBJプロデュース「ライナスの毛布」（10月13日 - 17日、キーノートシアター） - 東里葎子 役[26]
- 舞台「D.C.III 〜ダ・カーポIII〜君と旅する時の魔法」（11月17日 - 21日　ニッショーホール） - 美琴 役[27]

#### 2022年
- 演劇ユニット【メイホリック】 「マジでトキメけ☆少女たち!! 〜全国高校生エネルギッシュ選手権大会〜[28]」（2月16日 - 20日、CBGKシブゲキ!!） - 愛媛果物 役[29]
- IMPRESSION「短編朗読劇公演」vol.16（6月25日 - 26日、新宿・こった創作空間） - 明子 役[30]
- 「安達健太郎と役者が漫才とト〜クするLIVE」（7月9日 - 10日、池袋・GEKIBA）[31]
- 『フェザーズ～ショートストーリーズ～』「ホームセンターズピリオド」Aチーム（9月17日 - 25日、シアターKASSAI） - 住之江翠 役[32]
- アリスインプロジェクト「スーパーマンガ大戦 MAX[33]」（12月14日 - 18日、シアターKASSAI） - 鳩村美咲 役[34]

#### 2023年
- feather stage「ゼロヨンヨンの終電車2023[35]」（1月25日 - 29日、シアターKASSAI） - ユーリ 役[36]
- 劇団飛行船「D.C.Ⅲ～ダ・カーポⅢ～ミライへの伝言[37]」（4月19日 - 24日、上野・飛行船シアター） - メアリー・ホームズ 役
- POWERPROJECTクーデター「JUST-ICE[38]」（6月29日 - 7月2日、荻窪小劇場） - セシリア・ハズモンド 役[39]
- Studio K'z「正典・まなつの銀河に雪のふるほし[40]」（9月13日 - 18日、池袋・シアターKASSAI） - ダンテ 役[41]
- 劇団CATMINT「ネリネの咲く頃[42]」（2023年10月25日 - 29日、池袋・シアターグリーンBASE THEATER） - 内藤真理亜 / 内藤美沙緒 2役[43]

#### 2024年
- イノセントギアカンパニー「幻の奏」（2024年1月29日 - 2月9日、江戸川橋・絵空箱） - 梅原あきら 役[44]
- 「菅生ゼミ休講のお知らせ」4期A組（2024年3月15日 - 24日、新宿・スターフィールド） - 桃瀬 役[45]
- 劇団虚幻癖「GHOST MIX V」Aチーム（2024年6月12日 - 16日、築地・ブディストホール） - グルマルキン 役[46]
- HAPPY DOG PLANNING「わんわん大集合!」（2024年6月29日 - 30日、新中野ワニズホール） - ダックスフント 役[47]
- 空感演人「12人の怒れる人々2024」A班（2024年8月1日 - 5日、両国・エアースタジオ） - 主演 8号 役[48]
- HAPPY DOG PLANNING「わんわん大集合! vol.2」（2024年8月17日 - 18日、新中野ワニズホール） - ダックスフント 役
- BE WOOD LIVE『密室』「密室にまつわるエトセトラ」（2024年9月6日 - 8日、ステージカフェ下北沢亭） - 田浦愛美 役[49]
- Studio K'z×アリスインプロジェクト「終わらない歌を少女はうたう～エターナルメロディー2024～[50]」（2024年9月19日 - 23日、シアター風姿花伝） - メインフレーム 役[51]

### テレビドラマ
- 「Mr.KING VS MissQUEENの青春ダンス」（2016年11月1日、TBS） - ナレーター
- 「逃げるは恥だが役に立つ」（2016年11月1日、TBS）
- NHK連続テレビ小説「ひよっこ」（2017年4月1日、NHK） - レギュラークラスメイト 役
- 孤独のグルメ Season6 第3話 （2017年4月22日、テレビ東京）  - OL客(3) 役
- 「ファイブ」（2017年7月1日、フジテレビ） - メンズ5親衛隊 役/女子生徒B　役
- 「miraigerT1(琉神マブヤー)」（2017年12月1日） - マングーチュ 役　※スーツアクト

### アニメ
- 「NieR:Automata Ver1.1a」（2023年1月8日- 、TOKYO MX・BS11など） - 24D 役

### TVCM
- CM「ポンタカード」キャンペーン（2017年）

### TV
- フジテレビ「ウワサのお客さま」（2020年-）[52]
- テレビ東京「新春! 大食い女王決定戦2022 ～爆食の新女王誕生SP～」（2021年）[1]
- ヒビテンTV 視聴者超参加型バラエティ　推しに願いを　（2022年）[53]
- 日本テレビ『ザ!世界仰天ニュース』大食いなのに太らない女子SP （2022年）[2]

### イベント
- 「舞台 音楽劇ヨルハBD発売記念上映会 アフタートークイベント」（2018年）
- アリスインプロジェクトバラエティ配信イベント（2021年-2022年） - レギュラー